# Polyrhachis vestita
Polyrhachis vestita är en myrart som beskrevs av Smith 1860. Polyrhachis vestita ingår i släktet Polyrhachis och familjen myror.

## Underarter
Arten delas in i följande underarter:
- P. v. unicolor
- P. v. vestita